# Včera neděle byla (Písničky ze Semaforu 1)
Včera neděle byla s podtitulem Písničky ze Semaforu 1 (1990) je výběrová LP deska s devatenácti písničkami ze začátků Semaforu.

## Písničky
1. Včera neděle byla
2. Dítě školou povinné
3. Pramínek vlasů
4. Léta dozrávání
5. Hluboká vráska
6. Takový je život
7. Píseň o rose
8. Želví blues
9. Co je to láska
10. Barvy, laky
11. Blues na cestu poslední
12. Sněhová vločka
13. Melancholické blues
14. Pondělní blues
15. Píseň o koni
16. Klokočí
17. Sup a žluva
18. Sluníčko
19. Marnivá sestřenice

## Účinkují

### Zpěváci
- Jiří Suchý (1–7, 10, 11, 15, 17–19)
- Karel Štědrý (6, 13)
- Waldemar Matuška (14, 15)
- Eva Pilarová (8, 9, 17)
- Jitka Vrbová (18)
- Pavlína Filipovská (10)
- Sbor divadla Semafor (1, 9, 17)
- Kvartet divadla Semafor (2, 3)
- Vokální kvintet (16)
- Vokální trio (19)

### Instrumentalisté
- Jiří Bažant – piano (11)
- Luděk Hulan – kontrabas (11)
- Vladimír Tomek – kytara (11)
- Jiří Jirmal – kytara (12)
- Antonín Gondolán – kontrabas (12)
- Jiří Kysilka – bicí (12)
- Ferdinand Havlík se svým orchestrem (1–10, 13–19)